# 40104 Stevekerr
40104 Stevekerr este o planetă minoră (asteroid), cu un diametru de 8,829 km, din centura de asteroizi. A fost descoperită pe 17 august 1998 la Observatorul Reedy Creek de John Broughton⁠(d). 
Obiectul prezintă o orbită caracterizată de o semiaxă mare de 2,993403457842 UAi, o excentricitate de 0,083657651638912, o înclinație de 10,741074929741 ° în raport cu ecliptica.